# Haus Barcelona

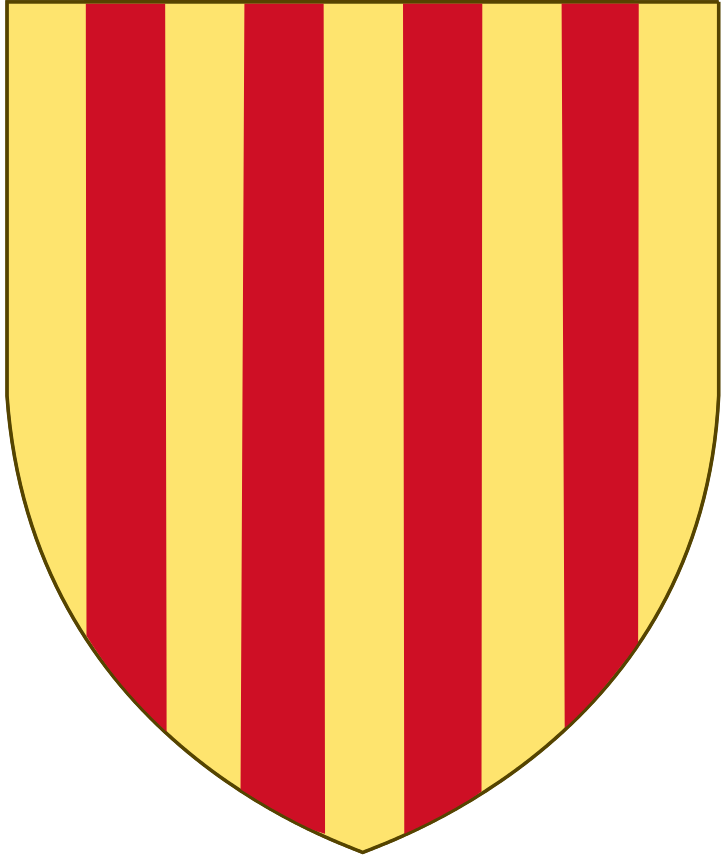
Wappen des Hauses Barcelona-Aragon

Das Haus Barcelona (katalanisch Casal de Barcelona) war eine der bedeutendsten mittelalterlichen Familien mit Herrschaftsbesitz in weiten Teilen Südwesteuropas.

## Geschichte

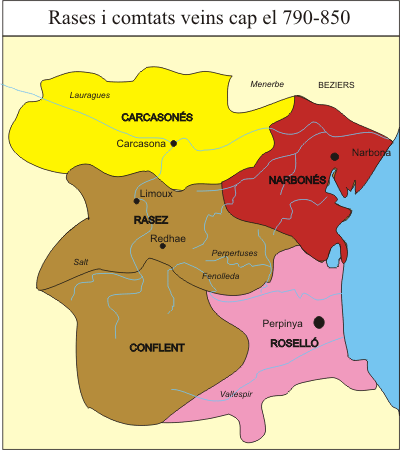
Grafschaften Carcassonne, Rasès und benachbarte Grafschaften um 790 bis 850.

Die Familie stammte aller Wahrscheinlichkeit nach von Graf Borrell von Osona und nicht, wie insbesondere in der älteren Fachliteratur angenommen, vom Grafen Bello von Carcassonne ab. Eine Urkunde aus dem Jahr 829 legt nahe, dass Graf Sunifred I. von Barcelona ein Sohn Borrells gewesen war. Bello von Carcassonne war allenfalls in cognatischer Linie ein Ahn des Hauses, da er wahrscheinlicher der Schwiegervater Sunifreds war.
Die Nachkommen Sunifreds kamen in den Besitz der meisten der Katalanischen Grafschaften, vor allem der Grafschaft Barcelona, der Grafschaft Urgell, der Grafschaft Girona und der Grafschaft Osona. 1131 wurde Berengar Raimund I. (Berenguer Ramón I.) Graf von Provence etc., 1162 dessen Neffe Raimund (Ramón) als Alfons II. König von Aragón.
Die Familie blieb bis 1245 im Besitz der Provence (die sie an Karl von Anjou vererbte), bis 1410 im Besitz Aragons, des Königreichs Mallorca, und dann auch Siziliens (beides ging an die Linie Trastamara des Hauses Burgund-Ivrea) sowie einiger Nachfolgestaaten der Kreuzzüge (Herzogtum Athen, Herzogtum Neopatras).

## Stammliste (Auszug)

### 9. und 10. Jahrhundert
1. Sunifred, Graf von Barcelona, Urgell, Girona und Osona, 844/48, † 849; ⚭ mit Ermesende, wahrscheinlich eine Tochter von Bello von Carcassonne
  1. Wilfried I. der Haarige, Graf von Barcelona, Besalú, Girona, Osona, Urgell und Cerdanya, † 897
    1. Rodulfo, Bischof von Urgell, Abt von Ripoll, † 940
    2. Wilfried II. Borrell (oder Borrell I.), Graf von Barcelona, Girona und Osona, † 911
    3. Suniario I., Graf von Barcelona, Girona und Osona, † 950; ⚭ II 920/25 Richilde von Toulouse, Tochter von Graf Armengol von Rouergue (Haus Toulouse)
      1. Ermengol, Graf von Osona, † 940/43
      2. Borrell II., Graf von Barcelona, Girona und Osona, 948 Graf von Urgell, † 992; ⚭ I 968 Ledgarda, Tochter von Raimund III. Graf von Toulouse (Haus Toulouse); ⚭ II 977/983 Aimerudis, Tochter von Raimund, Graf von Auvergne
        1. Raimund Borrell (oder Borrell III.), Graf von Barcelona, Girona und Osona, * 972, † 1018; ⚭ 990/991 Ermesinde, Tochter von Roger I., Graf von Carcassonne (Haus Comminges) – Nachkommen siehe unten
        2. Ermengol I., Graf von Urgell – Nachkommen (Grafen von Urgell)

      3. Miró, Graf von Barcelona und Osona 947/965

    4. Miró der Jüngere, Graf von Besalú und Cerdanya – Nachkommen (Grafen von Cerdanya, Conflent und Besalú, diese wiederum Ahnherren der bis heute in Sizilien lebenden Familie Paternò)
    5. Sunifred, Graf von Urgell, † 948; ⚭ Adelais von Toulouse, Tochter von Graf Armengol von Rouergue (Haus Toulouse)
    6. Emmon, † 942, Abt von San Juan de Ripoll

  2. Miró der Ältere, Graf von Roussillon und Conflent, 870/95 bezeugt
  3. Rodulfo I., Graf von Besalú, † wohl 920

### 11. und 12. Jahrhundert
Raimund Borrell (oder Borrell III.), Graf von Barcelona, Girona und Osona, * 972, † 1018; ⚭ 990/991 Ermesinde, Tochter von Roger I., Graf von Carcassonne – Vorfahren siehe oben
1. Berengar Raimund I. der Krumme, † 1035, Graf von Barcelona etc.; ⚭ I 1021 Sancha, † 1026, Tochter von Sancho I. Garcés, Graf von Kastilien (Haus Kastilien)
  1. Raimund Berengar I., † 1076, Graf von Barcelona, Girona und Osona
    1. Raimund Berengar II. Tollkopf, † 1082, Graf von Barcelona, Girona und Osona; ⚭ 1078 Mathilde von Apulien, † 1111/12, Tochter von Robert Guiskard (Hauteville (Adelsgeschlecht))
      1. Raimund Berengar III. der Große, † 1131, Graf von Barcelona, Girona und Osona, Graf von Cerdanya, Graf von Provence (als Raimund Berengar I.); ⚭ III 1112 Dulcia von Gévaudan, Gräfin von Provence, † 1127/30, Tochter von Gilbert de Gévaudan und Gerberga, Gräfin von Provence
        1. Raimund Berengar IV., † 1162, Graf von Barcelona, Cerdanya, Girona, Osona und Besalú, Regent von Provence (als Raimund Berengar II.), Fürst von Aragón; ⚭ 1137 Petronella, † 1173, Königin von Aragon, Tochter von König Ramiro II. (Haus Jiménez) – Nachkommen siehe unten
        2. Berengar Raimund I., † 1144, Graf von Provence, Vizegraf von Rodez und Gévaudan
          1. Raimund Berengar III., † 1166, Graf von Provence etc.
            1. Dulcia II., † 1172, Gräfin von Provence etc.

        3. Berenguela, † 1149; ⚭ 1128 Alfons VII. König von Kastilien, † 1157 (Haus Burgund-Ivrea)

    2. Berengar Raimund II. der Brudermörder, † wohl 1097, Graf von Barcelona, Girona und Osona

  2. Sancho Berengar, Graf von Olerdota
  3. Wilhelm Ramon, Graf von Osona, † nach 1057

### Die Könige von Aragón

#### Könige von Aragón (13. Jahrhundert)
Raimund Berengar IV., † 1162, Graf von Barcelona, Cerdanya, Girona, Osona und Besalú, Regent von Provence (als Raimund Berengar II.), Fürst von Aragón ⚭ 1137 Petronella, † 1173, Königin von Aragon, Tochter von König Ramiro II. (Haus Jiménez) – Vorfahren siehe oben
1. Raimund, als Alfons II., König von Aragón etc., Graf von Provence (als Alfons I.); † 1195 ⚭ 1174 Sancha Infantin von Kastilien, † 1208, Tochter von Alfons VII., König von Kastilien (Haus Burgund-Ivrea)
  1. Peter II. der Katholische, König von Aragón etc. † 1213, fiel in der Schlacht bei Muret ⚭ 1204 Maria von Montpellier † 1213, Tochter und Erbin von Wilhelm VIII., Herr von Montpellier (Haus Montpellier)
    1. Jakob I. der Conquistador, † 1276, König von Aragón etc., König von Mallorca (als Jakob I.); ⚭ I 1221 Leonor Infantin von Kastilien, † 1244, Tochter von Alfons VIII., König von Kastilien (Haus Burgund-Ivrea); ⚭ II 1235 Jolanta von Ungarn, † 1251, Tochter von Andreas II. König von Ungarn (Arpaden)
      1. Alfons, * 1228, † 1260
      2. Violante, † 1301 ⚭ 1248 Alfons X. der Weise, König von Kastilien (Haus Burgund-Ivrea), † 1284
      3. Peter III. der Große, † 1285, König von Aragón etc., König von Sizilien (als Peter I.) ⚭ 1262 Konstanze, † 1302, Tochter von Manfred, König von Sizilien (Staufer)
        1. Alfons III., † 1291, König von Aragón etc. ⚭ Eleonore von England, † 1297, Tochter von Eduard I. König von England (Plantagenet)
        2. Jakob II., † 1327, König von Sizilien (als Jakob I.), König von Aragón etc. ⚭ I 1291 Isabella von Kastilien, Vizegräfin von Limoges, † 1328, Tochter von Sancho IV. König von Kastilien (Haus Burgund-Ivrea); ⚭ II 1295 Blanka von Sizilien, † 1310, Tochter von Karl II., König von Neapel (Haus Anjou) – Nachkommen siehe unten
        3. Friedrich II., † 1337, König von Sizilien ⚭ Leonora von Sizilien, † 1341, Tochter von Karl II., König von Neapel (Haus Anjou) – Nachkommen siehe unten
        4. Isabella (die heilige Elisabeth von Portugal), † 1336; ⚭ 1282 Dionysius König von Portugal, † 1325 (Haus Burgund (Portugal))
        5. Violante, † 1302/03 ⚭ 1297 Robert I. König von Neapel, † 1343 (Haus Anjou)

      4. Jakob II., König von Mallorca, † 1311 – Nachkommen siehe unten
      5. Isabella, † 1271 ⚭ 1262 Philipp III. König von Frankreich, † 1285 (Kapetinger)
      6. Sancho, † 1275, Erzbischof von Toledo
      7. (unehelich) Fernán Sánchez, † 1275, Herr von Castro
      8. (unehelich) Pedro Fernándéz, † 1297, Herr von Híjar; ⚭ NN, Marquesa de Navarra, uneheliche Tochter von König Theobald II. von Navarra (Haus Blois) – Nachkommen siehe unten

  2. Konstanze, † 1222 ⚭ I Emmerich, König von Ungarn, † 1204, (Arpaden); ⚭ 1210 Friedrich II., Römisch-deutscher Kaiser, † 1250 (Staufer)
  3. Alfons II., Graf von Provence, † 1209
    1. Raimund Berengar V. Graf von Provence, † 1245
      1. Margarete, † 1295 ⚭ Ludwig IX. der Heilige, König von Frankreich (Kapetinger)
      2. Eleonore † 1291 ⚭ Heinrich III. Plantagenet, König von England (Plantagenet)
      3. Sancha † 1261 ⚭ Richard von Cornwall, Römisch-deutscher König (Plantagenet)
      4. Beatrix † 1267 ⚭ Karl I. von Anjou (Kapetinger, Haus Anjou); König von Sizilien, ab 1282 nur noch im Besitz des Festlandes als Königreich Neapel.

  4. Leonor, † 1226; ⚭ Raimund VI. Graf von Toulouse, † 1222 (Haus Toulouse)
  5. Sancha, † kurz nach 1241 ⚭ 1211 Raimund VII. Graf von Toulouse, † 1249 (Haus Toulouse)
2. Pedro, als Raimund Berengar IV. Graf von Provence, † 1181
3. Dulcia, † 1198 ⚭ 1175 Sancho I. Martino, König von Portugal (Haus Burgund (Portugal)), † 1212
4. Sancho, Graf von Roussillon, † 1226
  1. Nuno Sanchez, † 1242, Graf von Roussillon
5. (unehelich) Berengar, † wohl 1212, Bischof von Lleida, Erzbischof von Narbonne

#### Könige von Aragón (14. Jahrhundert)
Jakob II., † 1327, König von Sizilien (als Jakob I.), König von Aragón etc.; ⚭ I 1291 Isabella von Kastilien, Vizegräfin von Limoges, † 1328, Tochter von Sancho IV. König von Kastilien (Haus Burgund-Ivrea); ⚭ II 1295 Blanka von Sizilien, † 1310, Tochter von Karl II., König von Neapel (Haus Anjou) – Vorfahren siehe oben
1. Jakob (1296–1334), verzichtete auf den Thron 1319, Großmeister des Johanniterordens, ⚭ Eleonore von Kastilien, Tochter von Ferdinand IV., König von Kastilien (Haus Burgund-Ivrea), annulliert
2. Alfons IV. (1299–1336), König von Aragón; ⚭ I Teresa d’Entença (1300–1327), Gräfin und Erbin von Urgell; ⚭ II Eleonore von Kastilien, Tochter von Ferdinand IV., König von Kastilien (Haus Burgund-Ivrea), geschieden von Alfons‘ Bruder Jakob
  1. (I) Konstanze (1318–1346) ⚭ 1336 König Jakob III. von Mallorca
  2. (I) Peter IV. (1319–1387), König von Aragón; ⚭ I Maria von Navarra (1330–1347), Tochter von Philipp III., König von Navarra (Haus Frankreich-Évreux) (Kapetinger); ⚭ II Eleonore von Portugal (1328–1348), Tochter von Alfons IV., König von Portugal (Haus Burgund (Portugal)); ⚭ III Eleonore von Sizilien (1325–1375), Tochter von Peter II., König von Sizilien; ⚭ IV Sibila de Fortià, † 1406, Tochter des Bernardo de Fortia
    1. (I) Konstanze (1343–1363), ⚭ Friedrich III., König von Sizilien (siehe unten)
    2. (II) Johann I. (1350–1396), König von Aragón; ⚭ I Martha von Armagnac, († 1378), Tochter von Johann I., Graf von Armagnac (Haus Lomagne); ⚭ II Jolande von Bar, († 1431), Tochter von Robert I., Herzog von Bar
      1. (II) Violante (1383–1443); ⚭ Ludwig II., Herzog von Anjou (1377–1417) (Jüngeres Haus Anjou)

    3. (II) Martin I. (1356–1410), 1395 König von Aragón, 1409 König von Sizilien (als Martin II.); ⚭ I Maria de Luna, Tochter von Lope, Señor de Luna (Haus Luna); ⚭ II Margarita de Prades, Tochter von Peter von Prades und Enkelin von Juan, Conde de Prades
      1. Martin I. der Junge (1376–1409) König von Sizilien; ⚭ I Maria von Sizilien (1362–1401) Königin von Sizilien, Erbtochter von König Friedrich III.; ⚭ II Blanka von Navarra (1387–1441), Königin von Navarra, Tochter von König Karl III. (Haus Frankreich-Évreux) (Kapetinger)

    4. (II) Leonor (1358–1382), ⚭ Johann I., König von Kastilien (Haus Trastámara)
3. Konstanze (1300–1327) ⚭ 1312 Johann Manuel von Kastilien, Herr von Villena (Haus Burgund-Ivrea)
4. Johann (1304–1334), Erzbischof von Toledo und Tarragona, Patriarch von Alexandrien
5. Isabel (1305–1330) ⚭ 1315 Herzog Friedrich von Österreich (1289–1330) (Habsburger)
6. Pedro, 1323/41 Conde de Ribagorza y Ampurias, 1341/81 Conde de Prades
  1. Alfonso el Viejo, † 1412, 1399 1. Herzog von Gandía
    1. Alfonso el Joven († 1425), 2. Herzog von Gandía, Graf von Ribagorza und Denia; ⚭ 1393 Maria Infantin von Navarra, Tochter von Karl II., König von Navarra (Haus Frankreich-Évreux)
    2. Pedro, X 1385, 2. Marqués de Villena; ⚭ 1378 Juana de Castilla, uneheliche Tochter von Heinrich von Trastamara und Elvira de Vega (Haus Trastámara)
      1. Enrique el Astrologo, † 1434, 3. Marqués de Villena

    3. Juana; ⚭ 1377 Juan Ramón Folch, 1. Conde de Cardona, † 1442 (Haus Folch de Cardona)
    4. Leonor/Violante; ⚭ Jaime de Prades, Baron de Cáccamo, Connetable von Sizilien (ihr Vetter)

  2. Juan, † 1414, Conde de Prades – Nachkommen, † 1471

### Die Könige von Sizilien
Friedrich II., † 1337, König von Sizilien; ⚭ Leonora von Sizilien, † 1341, Tochter von Karl II., König von Neapel (Haus Anjou) – Vorfahren siehe oben
1. Peter II. (1305–1342) König von Sizilien; ⚭ Elisabeth von Kärnten, Tochter von Otto III., Herzog von Kärnten (Meinhardiner)
  1. Konstanze (1324–1355) Regentin von Sizilien (1352–1354)
  2. Eleonore (1325–1375) ⚭ König Peter IV. von Aragón (1319–1387) (siehe oben)
  3. Beatrix (1326–1364) ⚭ Kurfürst Ruprecht II. von der Pfalz (1325–1398) (Wittelsbach)
  4. Eufemia (1330–1359) Regentin von Sizilien (1355–1357)
  5. Ludwig (1337–1355) König von Sizilien (1342–1355)
  6. Friedrich III. (1341–1377) König von Sizilien (1355–1377); ⚭ I Konstanze von Aragon (1340–1363), Tochter von Peter IV., König von Aragón (siehe oben); ⚭ II Antonia del Balzo († 1374) Tochter von Francesco del Balzo, Duc d‘Andria
    1. (I) Maria († 1401), Königin von Sizilien; ⚭ Martin I. der Jüngere, König von Sizilien († 1409) (siehe oben)
2. Manfred († 1317), Herzog von Athen
3. Konstanze; ⚭ I Heinrich II., König von Zypern († 1324) (Haus Lusignan)
4. Isabella († 1349) ⚭ Stephan II., Herzog von Bayern († 1375) (Wittelsbach)
5. Wilhelm († 1338), Herzog von Athen
6. Johann († 1348), Herzog von Athen, Regent von Sizilien
  1. Friedrich († 1355), Herzog von Athen
7. Margareta (1331–1349) ⚭ Rudolf II. Kurfürst von der Pfalz (1306–1353) (Wittelsbach)

### Die Könige von Mallorca
Jakob II., König von Mallorca, † 1311 – Vorfahren siehe oben
1. Sancho I. († 1324) König von Mallorca; ⚭ Maria von Sizilien, Tochter von Karl II., König von Neapel (Haus Anjou)
2. Ferdinand (1278–1316) 1315 Fürst von Achaia; ⚭ I Isabelle de Sabran (1297–1315), Tochter von Isnard; ⚭ II Isabelle d‘Ibelin, Tochter von Philipp, Bailli von Jerusalem
  1. (I) Jakob III. (1315–1349) 1324–1343 König von Mallorca; ⚭ I Konstanze Infantin von Aragón († 1346), Tochter von Alfons IV., König von Aragón (siehe oben); ⚭ II Violante de Villaragut, Tochter von Berengar de Villaragut
    1. (I) Jakob (IV.) (1336–1375) Titularkönig von Mallorca; ⚭ I Johanna I. die Schreckliche († 1382) (Haus Anjou)
    2. (I) Isabel († 1400) 1375 Titularkönigin von Mallorca; ⚭ Johann II. Palaiologos, Markgraf von Montferrat († 1372) (Palaiologen); ⚭ II Konrad von Reischach zu Jungenau († vor 1418)

  2. (II) Fernando de Mallorca (postum 5. Mai 1317, † 1343/47), Vicomte d'Omélas; ⚭ Eschiva von Zypern († 1363); Tochter von König Hugo IV. von Zypern
    1. Alicia de Mallorca († nach 1376); ⚭ am 26. Juli 1355 mit Philipp von Ibelin († 1374/76 in Genua), Mörder König Peters I. von Zypern
3. Isabel († 1301); ⚭ Juan Manuel von Kastilien († 1348) Señor de Villena (Haus Burgund-Ivrea)
4. Sancha (1282–1345); ⚭ Robert I., König von Neapel († 1343) (Haus Anjou)
5. Philipp († 1340/43) Regent von Mallorca

### Die Herren von Híjar
1. (unehelich) Pedro Fernándéz († 1297), Herr von Híjar; ⚭ NN, Marquesa de Navarra, uneheliche Tochter von König Theobald II. von Navarra (Haus Blois) – Vorfahren siehe oben
  1. Pedro Fernández de Híjar († nach 1323), Herr von Híjar; ⚭ I Maria Fernández de Luna; ⚭ II Sibilla de Anglesola
    1. (II) Alfonso Fernández de Híjar († nach 1328), Herr von Híjar; ⚭ Teresa de Alagón
      1. Pedro Fernández de Híjar († nach 1384), Herr von Híjar; ⚭ I Violante Cornell; ⚭ II Isabel de Castro; ⚭ III Isabel de Mesía
        1.           1. (III) Alfonso Fernández de Híjar († 1400), Herr von Híjar; ⚭ Toda de Centelles, Tochter von Gilebert VI.
            1. Juan Fernández de Híjar (1384-nach 1454), 6. Señor de Híjar, 1. Señor de Lécera; ⚭ I María de Luna, Nichte des Gegenpapstes Benedikt XIII.; ⚭ II Timbor de Cabrera, Tochter von Bernardo de Cabrera, 1. Conde de Módica
              1. Jaime de Híjar
              2. Juan Fernández de Híjar (1419-nach 1493), 7. Señor de Híjar, 1483 1. Duque de Híjar, 1487 1. Duque de Aliaga, 1493 1. Duque de Lécera; ⚭ Catalina de Beaumont, Tochter von Carlos de Beaumont y Navarra (Haus Frankreich-Évreux) – Nachkommen siehe unten
              3. Alfonso de Híjar, † nach 1460.
              4. Margarita de Híjar, Freundin des Königs Alfons V. von Aragón (Haus Barcelona)

### Die Herzöge von Híjar und Grafen von Belchite
1. Juan Fernández de Híjar (1419-nach 1493), 7. Señor de Híjar, 1483 1. Duque de Híjar, 1487 1. Duque de Aliaga, 1493 1. Duque de Lécera; ⚭ Catalina de Beaumont, Tochter von Carlos de Beaumont y Navarra (Haus Frankreich-Évreux) – Vorfahren siehe oben
  1. Luis Fernández de Híjar († 1517), 1. Conde de Belchite, 2. Duque de Híjar, 2. Duque de Aliaga, 2. Duque de Lécera; ⚭ Guiomar Enríquez, Tochter von Enrique Enríquez, 1. Conde de Alba de Liste
    1. Luis de Híjar
    2. Luis Fernández de Híjar, 2. Conde de Belchite; ⚭ Isabel Ramírez de Arellano, Tochter von Alfonso Ramírez de Arellano, 1. Conde de Aguilar de Inestrillas
      1. Pedro de Híjar, † nach 1530 (es ist nicht bekannt, warum er nicht den Herzogstitel erbte); ⚭ María Coscón
        1. Alfonso de Híjar, †nach 1583; ⚭ Magdalena Pérez
          1. Pedro de Híjar, ⚭Mariana de Almenara
            1. Alfonso de Híjar.
            2. Catalina de Híjar.

        2. Blanca de Híjar; ⚭ Francisco Cosida

      2. Luis Fernández de Híjar (1517–1554), 9. Señor de Híjar, 3. Conde de Belchite, 3. Conde-Duque de Aliaga; ⚭ I Beatriz de Alagón, Tochter von Blasco de Alagón, 1. Conde de Sástago, und Ana de Espés y Fabra; ⚭ II Ipólita Fernández de Heredia, Tochter von Juan Fernández de Heredia y Jiménez de Urrea, 3. Conde de Fuentes, Señor de Mora, Comendador mayor de Alcañiz, und Luisa de Cuevas y del Castillo
        1. (I) Elena de Híjar; ⚭ Juan Fernández de Heredia, 4. Conde de Fuentes, Señor de Mora, Bruder von Ipólita.
        2. (I/II) Luis de Híjar.
        3. (I/II) Guillermo de Híjar.
        4. (I/II) Guiomar de Híjar; ⚭ Gaspar de Espés, Señor de Albalat.
        5. (II) Juan Fernández de Híjar, ⚭ Isabel Despés:
          1. Rafaela de Híjar; ⚭ Pedro de Aragón, Señor de Ballobar, unehelicher Sohn von Fernando de Aragón, Erzbischof von Saragossa, Enkel von  Ferdinand dem Katholischen, und María Jiménez-Cerdán

        6. (II) Luis de Híjar
        7. (II) Juan Francisco Luis Fernández de Híjar († 1614), 4. Conde de Belchite, 1599 3. Duque de Híjar, Duque de Lécera, Duque de Aliaga; ⚭ I Ana de la Cerda y Mendoza, 2. Condesa de Galve, Tochter von Baltasar de la Cerda y Mendoza, 1. Conde de Galve; ⚭ II Francisca de Castro-Pinós, 3. Condesa de Vallfogona, Schwester von Miguel de Castro-Pinós y Zurita, 1. Conde de Vallfogona
        8. (I) Martín Fernández de Híjar y la Cerda, 3. Conde de Galve;  ⚭ Francisca de Luna, Tochter von Miguel Martínez de Luna, 2. Conde de Morata de Jalón, und Francisca de Castro-Pinós, Condesa de Vallfogona
        9. (I) Jerónima Fernández de Híjar, 4. Condesa de Galve, † 1611; ⚭ 1607 Rui Gómez de Silva y Mendoza, 1. Marqués de Eliseda, † 1616
        10. (II) María Stefanía Fernández de Híjar, 5. Condesa de Belchite, † 1620.
        11. (II) Isabel Margarita Fernández de Híjar y Castro-Pinós, dessen Tochter, 4. Duquesa de Híjar, Duquesa de Lécera, Duquesa de Aliaga; ⚭ Rodrigo Sarmiento de Silva Villandrado, 8. Conde de Salinas, 8. Conde de Ribadeo, Duque y Señor de Híjar

      3. Carlos de Híjar, geistlich
      4. Alfonso Fernández de Híjar; ⚭ I Gracia Sancho; ⚭ II Beatriz Ximeno de Lobera y Carnicer, Tochter von Andrés Ximeno de Lobera y Martínez, Leutnant des Tesorero general del Reino de Aragón, und Catalina Carnicer:
        1. Antonio de Híjar, conde de Belchite, † nach 1614; ⚭ Mariana Ruiz:
        2. Mariana de Híjar; ⚭ Pedro Jorge de Híjar, Conde de Belchite.
        3. (nat) Francisco de Híjar; ⚭ Beatriz Torres:
          1. Rafaela de Híjar; ⚭ Blasco Cabrero.

        4. (nat) Diego de Híjar

      5. Carlos de Híjar, geistlich
      6. Alfonso Fernández de Híjar; ⚭ I Gracia Sancho; ⚭ II Beatriz Ximeno de Lobera y Carnicer, Tochter von Andrés Ximeno de Lobera y Martínez, Leutnant des Tesorero general del Reino de Aragón, und Catalina Carnicer:
        1. Antonio de Híjar, Conde de Belchite, † nach 1614; ⚭ Mariana Ruiz
          1. Pedro de Híjar.
          2. Juan de Híjar; ⚭ Isabel de Navarra.
          3. Antonio de Híjar, † nach 1600; ⚭ Isabel Sobrino.
          4. Luis de Híjar.
          5. Alfonso de Híjar; ⚭ I Osoria de Palafox; ⚭ II Beatriz Ximénez.
          6. Mariana de Híjar; ⚭ Francisco de Oriola
          7. Leonor de Híjar.
          8. Juana de Híjar; ⚭ Jerónimo Campi.

        2. Mariana de Híjar, ⚭ Pedro Jorge de Híjar, Conde de Belchite

      7. Jorge de Híjar; ⚭ Mariana de Lobera
        1. Pedro Jorge de Híjar, Conde de Belchite, Conde de Alba de Liste, Grande de España, † nach 1647; ⚭ Mariana de Híjar, Tochter von Alfonso Fernández de Híjar (siehe oben)
          1. Pedro Luis de Híjar, Conde de Belchite, † nach 1664; ⚭ Cecilia de Navarra y Rocafull Toralto de Aragón, Tochter von Melchor de Navarra y Rocafull Vizconde de Torricella, Vizekönig von Peru (1681–1689), und Donna Francesca Toraldo d’Aragona, 2. Principessa di Massalubrense, 2. Duchessa della Palata
            1. Pedro Jorge de Híjar, Conde de Belchite; ⚭ Francisca Fernández de Heredia, Tochter von Juan Fernández de Heredia y Paternoy, 10. Conde de Fuentes, Señor de Alcarráz, und Leonor de Borja Pujades y Alpont, Señora de la Baronía de Relleu y del Mayorazgo de Alpont
              1. Jorge de Híjar y Fernández de Heredia, alias Fernández de Heredia e Híjar, 14. Conde de Fuentes, Marqués de Mora, Marqués de More de Rubielos, † 1709.

            2. Antonio Melchor Fernández de Híjar y Navarra de Aragón, 10. Conde de Belchite, Duque de Lécera, Marqués de Cabrega, 3. Duca della Palata, 3. Principe di Massalubrense en Nápoles, † vor 1734
            3. María Elena Quiteria, alias Francisca de Híjar e Híjar, † 1704; ⚭ 1699 Ximén Pérez VII José Antonio Vicente Zapata de Calatayud y Chaves, 5. Conde del Real, Conde de Villamonte, Vizconde de Chelva

      8. Guiomar de Híjar; ⚭ 1517 Juan de Moncada, 1. Conde de Aitona
      9. Isabel de Híjar; ⚭ Miguel Sánchez.
      10. Leonor de Híjar, Priorin in Gijón
      11. Jerónima de Híjar; ⚭ Pablo de Alagón.
      12. Elena de Híjar.

    3. Guiomar de Híjar; ⚭ Blasco de Alagón, 10. Señor de Sástago

  2. Diego de Híjar, X 1488
  3. Teresa de Híjar; ⚭ Juan López de Gurrea, Señor de Naval.
  4. Timbor de Híjar; ⚭ Felipe Galcerán de Castro, Barón de Castro y Peralta, Señor de Estadilla.
  5. Margarita de Híjar; ⚭ Felipe de Eril, Señor de Sala, oder Felipe Juan de Eril, Señor de Segura y Terreu.
  6. Blanca de Híjar; ⚭ Blasco IV. de Alagón, 10. Señor de Sástago y Pina.
  7. Catalina de Híjar; ⚭ Lope Jiménez de Urrea, 1. Conde de Aranda.